# Dithmarscher Paradiesapfel
Der ‘Dithmarscher Paradiesapfel’, auch ‘Weißer Paradiesapfel’ genannt, ist eine alte Tafelapfelsorte. Er stammt aus Dithmarschen und wurde im Jahr 1859 zum ersten Mal vorgestellt. Die Sorte wurde 2019 Streuobstsorte des Jahres in Norddeutschland.

## Eigenschaften
Die Früchte sind mittelgroß und schwach gerippt, wobei eine Seite oft abgeflacht ist. Die Schale ist gelblichweiß, auf der Sonnenseite oft mit rötlichen Streifen. Das Fruchtfleisch ist weiß und mäßig saftig. Der Geschmack wird als fein gewürzt mit wenig Säure beschrieben.
Pflück- und genussreif ist die Sorte ab September. Durch längere Lagerung verliert der Apfel sein Aroma.
Der Baum ist starkwüchsig und relativ wenig anfällig gegenüber Krankheiten. Außerdem gibt die Sorte schon früh Ertrag. Nachteile für den gewerblichen Anbau sind die zweijährige  Alternanz und die Neigung zum Vorreifefall.

## Verbreitung
Der ‘Dithmarscher Paradiesapfel’ war früher in Schleswig-Holstein und Hamburg verbreitet. Daher gibt es dort noch viele alte Bäume. Da zu heiße Sommer das Aroma des Apfels beeinträchtigen, ist die Sorte vor allem für Gebiete mit Küstenklima oder auch Mittelgebirgslagen geeignet. Seit 1995 wird er wieder häufiger in Privatgärten angepflanzt.